# Critics' Choice Television Award du meilleur acteur dans un second rôle dans une série télévisée dramatique
Le Critics' Choice Television Award du meilleur acteur dans un second rôle dans une série télévisée dramatique (Critics' Choice Television Award for Best Drama Supporting Actor) est l'une des récompenses décernées aux professionnels de l'industrie de la télévision par le jury de la Broadcast Television Journalists Association depuis 2011.

## Palmarès

### Années 2010
- 2011 : John Noble pour le rôle du Dr Walter Bishop dans Fringe
  - Alan Cumming pour le rôle d'Eli Gold dans The Good Wife
  - Walton Goggins pour le rôle de Boyd Crowder dans Justified
  - Shawn Hatosy pour le rôle de l'inspecteur Sammy Bryant dans Southland
  - Michael Pitt pour le rôle de Jimmy Darmody dans Boardwalk Empire
  - John Slattery pour le rôle de Roger Sterling dans Mad Men
- 2012 : Giancarlo Esposito pour le rôle de Gus Fring dans Breaking Bad
  - Peter Dinklage pour le rôle de Tyrion Lannister dans Game of Thrones
  - Neal McDonough pour le rôle de Robert Quarles dans Justified
  - John Noble pour le rôle du Dr Walter Bishop dans Fringe
  - Aaron Paul pour le rôle de Jesse Pinkman dans Breaking Bad
  - John Slattery pour le rôle de Roger Sterling dans Mad Men
- 2013 : Michael Cudlitz pour le rôle de l'officier John Cooper dans Southland
  - Jonathan Banks pour le rôle de Mike Ehrmantraut dans Breaking Bad
  - Nikolaj Coster-Waldau pour le rôle de Jaime Lannister dans Game of Thrones
  - Noah Emmerich pour le rôle de l'agent spécial Stan Beeman dans The Americans
  - Walton Goggins pour le rôle de Boyd Crowder dans Justified
  - Corey Stoll pour le rôle du Représentant Peter Russo dans House of Cards
- 2014 : Aaron Paul pour le rôle de Jesse Pinkman dans Breaking Bad
  - Josh Charles pour le rôle de Will Gardner dans The Good Wife
  - Walton Goggins pour le rôle de Boyd Crowder dans Justified
  - Peter Sarsgaard pour le rôle de Ray Seward dans The Killing
  - Jon Voight pour le rôle de Mickey Donovan dans Ray Donovan
  - Jeffrey Wright pour le rôle du Dr Valentin Narcisse – Boardwalk Empire
- 2015 : Jonathan Banks pour le rôle de Mike Ehrmantraut dans Better Call Saul
  - Christopher Eccleston pour le rôle de Matt Jamison dans The Leftovers
  - Walton Goggins pour le rôle de Boyd Crowder dans Justified
  - Ben Mendelsohn pour le rôle de Danny Rayburn dans Bloodline
  - Craig T. Nelson pour le rôle de Zeek Braverman dans Parenthood
  - Mandy Patinkin pour le rôle de Saul Berenson dans Homeland
- 2016 : Christian Slater pour le rôle de Mr. Robot dans Mr. Robot
  - Clayne Crawford pour le rôle de Teddy Talbot Jr. dans Rectify
  - Christopher Eccleston pour le rôle de Matt Jamison dans The Leftovers
  - André Holland pour le rôle de Dr Algernon Edwards dans The Knick
  - Jonathan Jackson pour le rôle d'Avery Barkley dans Nashville
  - Rufus Sewell pour le rôle de John Smith dans Le Maître du Haut Château (The Man in the High Castle)

- 2016 : John Lithgow pour le rôle de Winston Churchill dans The Crown
  - Peter Dinklage pour le rôle de Tyrion Lannister dans Game of Thrones
  - Kit Harington pour le rôle de Jon Snow dans Game of Thrones
  - Michael McKean pour le rôle de Chuck McGill dans Better Call Saul
  - Christian Slater pour le rôle de Mr. Robot dans Mr. Robot
  - Jon Voight pour le rôle de Mickey Donovan dans Ray Donovan

- 2018 : David Harbour pour le rôle de Jim Hopper dans Stranger Things
  - Bobby Cannavale pour le rôle d'Irving dans Mr. Robot
  - Asia Kate Dillon pour le rôle de Taylor Amber Mason dans Billions
  - Peter Dinklage pour le rôle de Tyrion Lannister dans Game of Thrones
  - Delroy Lindo pour le rôle d'Adrian Boseman dans The Good Fight
  - Michael McKean pour le rôle de Chuck McGill dans Better Call Saul

- 2019 : Noah Emmerich pour le rôle de Stan Beeman dans The Americans
  - Richard Cabral pour le rôle de Johnny "El Coco" Cruz dans Mayans M.C.
  - Asia Kate Dillon pour le rôle de Taylor Amber Mason dans Billions
  - Justin Hartley pour le rôle de Kevin Pearson dans This Is Us
  - Matthew Macfadyen pour le rôle de Tom Wamsgans dans Succession
  - Richard Schiff pour le rôle de Dr. Aaron Glassman dans Good Doctor
  - Shea Whigham pour le rôle de Thomas Carrasco dans Homecoming

### Années 2020
- 2020 : Billy Crudup pour le rôle de Cory Ellison dans The Morning Show
  - Asante Blackk pour le rôle de Malik dans This Is Us
  - Asia Kate Dillon pour le rôle de Taylor Amber Mason dans Billions
  - Peter Dinklage pour le rôle de Tyrion Lannister dans Game of Thrones
  - Delroy Lindo pour le rôle d'Adrian Boseman dans The Good Fight
  - Justin Hartley pour le rôle de Kevin Pearson dans This Is Us
  - Tim Blake Nelson pour le rôle de Wade Tillman / Looking Glass dans Watchmen

- 2021 : Michael K. Williams pour le rôle de Montrose Freeman dans Lovecraft Country
  - Jonathan Banks pour le rôle de Mike Ehrmantraut dans Better Call Saul
  - Justin Hartley pour le rôle de Kevin Pearson dans This Is Us
  - John Lithgow pour le rôle de Elias Birchard "E.B." Jonathan dans Perry Mason
  - Tobias Menzies pour le rôle de Philip Mountbatten dans The Crown
  - Tom Pelphrey pour le rôle de Ben Davis dans Ozark

- 2022 : Kieran Culkin – Succession
  - Nicholas Braun – Succession
  - Billy Crudup – The Morning Show
  - Justin Hartley – This Is Us
  - Matthew Macfadyen – Succession
  - Mandy Patinkin – The Good Fight

- 2023 : Giancarlo Esposito – Better Call Saul
  - Andre Braugher – The Good Fight
  - Ismael Cruz Córdova – Le Seigneur des Anneaux : Les Anneaux de Pouvoir
  - Michael Emerson – Evil
  - John Lithgow – The Old Man
  - Matt Smith – House of the Dragon

- 2024 : Billy Crudup pour le rôle de Cory Ellison dans The Morning Show
  - Khalid Abdalla pour le rôle de Dodi Fayed dans The Crown
  - Ron Cephas Jones pour le rôle de Lukather "Shreve" Scoville Truth Be Told : Le Poison de la vérité (à titre posthume)
  - Matthew Macfadyen pour le rôle de Tom Wambsgans dans Succession
  - Ke Huy Quan pour le rôle de A. D. Doug / Ouroboros dans Loki
  - Rufus Sewell pour le rôle de Hal Wyler dans La Diplomate (The Diplomat)

- 2025 : Tadanobu Asano pour le rôle de Kashigi Yabushige dans Shōgun
  - Michael Emerson pour le rôle de Leland Townsend dans Evil
  - Mark-Paul Gosselaar pour le rôle de Hugh "Sir" Evans dans Found
  - Takehiro Hira pour le rôle de Ishido Kazunari dans Shōgun
  - John Lithgow pour le rôle de Harold Harper dans The Old Man
  - Sam Reid pour le rôle de Lestat de Lioncourt dans Entretien avec un vampire (Interview with the Vampire)

## Statistiques

### Récompenses multiples
Aucune

### Nominations multiples
4 : Walton Goggins
3 : Peter Dinklage
2 : Jonathan Banks, Christopher Eccleston, Michael McKean, John Noble, Aaron Paul, Christian Slater, John Slattery, Jon Voight, Noah Emmerich